# Поезд-пылесос Петербургского метрополитена
Поезд-пылесос Ленинградского метрополитена — специальный состав, предназначавшийся для сухой очистки от пыли тоннелей и станций закрытого типа. Разрабатывался в депо «Московское» Ленинградского метрополитена, был переоборудован из вагонов метро типа «Д».

## Предпосылки создания
Работники и руководство Ленинградского метрополитена всегда заботились о чистоте тоннелей и станций, именно поэтому их не удовлетворяла эффективность работы промывочных систем того времени, так как они не обеспечивали очистку в местах, сильно нуждающихся в этом — где было установлено оборудование. К тому же, в результате экспериментов было выяснено, что промывка не смывает пыль, а уплотняет её. В период с 1963 по 1968 годы группа энтузиастов, возглавляемая инженером А. П. Черновым, разработала и построила вагон-пылесос, который предназначался для очистки тоннеля от пыли. В качестве базы для такого специального вагона использовался вагон типа «В-4». Испытания, которые длились несколько лет, показали целесообразность использования разработанных технических решений и данного метода очистки, но были выявлены и некоторые недостатки.
На основе опыта по использованию вагона-пылесоса было решено создать поезд-пылесос.

## История
Проект по созданию поезда-пылесоса был начат в 1976 году. На него были брошены силы специалистов метрополитена, конструкторско-технического отдела службы подвижного состава, а также учёных-специалистов Ленинградского института инженеров транспорта, Уральского электротехнического института инженеров транспорта, Семибратовского филиала НИИ промышленной очистки газов, Ленинградского Высшего морского инженерного училища имени академика С. О. Макарова.
Основной трудностью при создании данного состава являлось то, что у первого опытного вагона-пылесоса рабочие органы поезда, осуществляющие очистку, выдвигались за пределы габарита подвижного состава, что могло, в свою очередь, повредить оборудование тоннелей. Однако, эффективность сдувающе-отсасывающей системы, находившейся в рамках габаритов вагона, резко снижалась из-за малой близости к очищаемой поверхности. Позже, на специальном макете, имитирующем тоннель и вагон, находящийся в нём, был проведён ряд экспериментов-исследований, которые позволили сделать вывод о технической возможности создания состава с эффективной системой очистки, рабочий орган который располагался бы в пределах габаритов вагона. И в 1980 году, на заседании научно-технического совета метрополитена, было принято решение развивать проект с компоновкой системы очистки в пределах габаритов вагона.
Основные конструкторские работы по данному проекту легли на плечи специалистов конструкторско-технологического отдела при участии Я. И. Минченко, А. Е. Кудрявцева, П. Л. Рыбакова. Преобразователь для пуска вентиляторов и компрессоров разрабатывался и строился ведущими инженерами ЛИИЖТа — А. В. Плаксом, А. С. Мазневым, Ю. А. Шевцовым. В НИИ промышленной очистки газа были проведены исследования, а впоследствии и создан полноразмерный образец системы мокрого пылеулавливания. Пожарная сигнализация была разработана в Ленинградском высшем инженерном морском училище.
Основная же нагрузка по окончательной реализации проекта была возложена на работников электродепо «Московское» Ленинградского метрополитена. Изготовление оборудования и окончательное переоборудование вагонов типа «Д» под вагон-пылесос производилось в период с 1981 по 1982 годы под руководством В. В. Четвертухина и А. С. Ручина. Данный проект сплотил работников метрополитена — в его реализации также принимали участие работники эскалаторной, электромеханической службы, служб подвижного состава и спецсооружений электродепо «Дачное».
1983 год — первые испытания нового специального состава на путях электродепо «Московское», которые не удовлетворили работников метрополитена. Причиной тому была очень низкая эффективность работы системы сдува и всасывания пыли. Через довольно короткий промежуток времени, недостатки были устранены, но до идеала было далеко. Перенять опыт у других метрополитенов было невозможно, так как чистящие составы, состоящие в их парках, лишь убирали мусор с железнодорожного полотна.
В течение 1984 года производилась окончательная доработка поезда-пылесоса.
1985 год — специальный состав прошёл опытную проверку на Московско-Петроградской линии после чего был введён в постоянную эксплуатацию. Однако, за всё время эксплуатации достичь желаемых результатов не удалось и в 1994 году состав был списан и разукомплектован.

## Текущее состояние
По состоянию на 2008 год поезд-пылесос располагался в депо «Московское». С него было демонтировано все оборудование и в итоге сделали из вагонов бытовки. Однако, кузова вагонов не подверглись изменениям: краска и надписи, свидетельствующие о принадлежности к специальному составу, сохранились. В апреле 2015 года, один из вагонов (№ 810) был утилизирован, судьба остальных 2 вагонов (№ 811 и № 846) доподлинно неизвестна.